# صناعة الموت تجربة حياة
صناعة الموت تجربة حياة. هو كتاب حول برنامج صناعة الموت الذي يذاع على شاشة تليفزيون قناة العربية صدر الكتاب عام 2010 ويتضمن التجربة الشخصية المشتركة لمقدمة البرنامج ريما صالحة والمعد علي بريشة في العمل لإنتاج البرنامج على مدى أربع سنوات تنقلا خلالها بين العديد من مناطق الصراع الملتهبة والنقاط الساخنة حول العالم لرصد وتحليل ظاهرة الإرهاب كما يتضمن الكتاب العديد من المقابلات مع شخصيات انتمت لجماعات متطرفة أو شاركت في أحداث ترتبط بهذا العالم الغامض .

## وصلات خارجية
- "صناعة الموت تجربة حياة" يكشف كواليس البرنامج الأول من نوعه- العربية نت
- "ريما صالحــــة وعلي بريشــة يبوحــــان بمـا وراء الكاميرا «صناعـــة المـــوت».. أوراق تنتصر للحياة- الإمارات اليوم